# جون كلين
جون كلين هو محامي وقاضي وشخصية أعمال كندي، ولد في 14 فبراير 1902 في فانكوفر في كندا، وتوفي في 22 أغسطس 1989.